# Mania (film 1985)
Mania è un film del 1985, diretto da Giorgos Panousopoulos.